# Arturo Lancellotti
Arturo Lancellotti (Napoli, 1877 – Roma, 26 febbraio 1968) è stato uno scrittore e critico d'arte italiano.

## Biografia
Arturo Lancellotti è stato un pubblicista e un prolifico scrittore: critico d'arte, critico letterario, traduttore. All'inizio del Novecento collabora a "La Lettura", la rivista mensile del "Corriere della Sera", e alla "Rivista di Roma". Si occupa della poesia dialettale napoletana e romanesca, sul "Fanfulla della domenica" nel 1905 e, nel 1904, ha una rubrica letteraria sulla rivista "Napoli Nobilissima". Alla Biennale di Venezia del 1909 nota Il giardino del l’amore di Emma Ciardi. Su "Ars et Labor", nel 1911, illustra l'opera del pittore Roberto Bompiani.
Su "Natura e Arte", nel 1910, nota il Ritratto della Signora Ferrini, del giovane incisore Carlo Alberto Petrucci. Nel 1915 parla del dipinto di Domenico Colao Le folle notturne dei caffè di Roma. Su "Il Roma della domenica" scrive un articolo su Anticoli Corrado, il paese del Lazio caro agli artisti.
Negli anni trenta è corrispondente della "Gazzetta del Mezzogiorno", del "Giornale di Sicilia", del "Corriere d'Italia" e scrive anche su "L'Illustrazione del Popolo".
Clamorosa è stata questa sua svista: «Quando si dedica una sala ad Amedeo Modigliani, e compagni avanguardisti, io mi chiedo se il segno non sia passato. Poiché qui siamo nella farsa».
È stato il primo biografo del cartellonista Achille Luciano Mauzan, di cui ha raccontato: «Al cartellone egli giunse con una seria preparazione. Perciò sarebbe sciocco di parlare di arte minore. Non esistono arti minori, esistono artisti buoni o cattivi. Un manifesto, quando è condotto con genialità, quando è ben disegnato, armonicamente dipinto, non è da meno di un quadro ad olio.» Nel 1942, nella sua rassegna sull'arte, per "La Cultura moderna", presenta le undici sculture di Lucia Malvezzi, esaltando la sensibilità e la modernità di questo artista.
Le sue guide a Biennali di Roma e a Biennali di Venezia sono una fonte inesauribile di note ed informazioni, anche minute. Autore di biografie di personaggi famosi, trattati con semplicità e schiettezza. È sepolto al Cimitero del Verano.

## Scritti
- Storia aneddotica della reclame, 1912
- La Prima Biennale Romana d'Arte MCMXXI, Roma, Edizione di "Fiamma", 1921.
- Giornalismo eroico, Roma: Edizioni di Fiamma, 1924. (Su 24 giornalisti caduti in guerra)
- La seconda Biennale romana d'arte MCMXXIII, Roma, Fiamma, 1923.
- La Terza Biennale Romana d'Arte, Roma, Edizioni Enzo Pinci, 1925.
- Napoleone aneddotico, Maglione e Strini, 1925.
- A. Mauzan, Cartelloni opere varie, Milano-Roma, Casa Editrice d'Arte Bestetti e Tumminelli., 1926.
- Le biennali veneziane dell'ante guerra (dalla I alla XI), Alessandria, casa d'arte Ariel, 1926.
- Mondo Vaticano. Il regno più piccolo ma il più grande del mondo, Milano, Athena, 1930.
- Antonio Mancini, Roma, Istituto nazionale L.U.C.E., 1931.
- Le mostre romane del Cinquantenario, Roma, Fratelli Palombi, 1931.
- Murat, re di Napoli (25 Marzo 1767-13 Ottobre 1815) Casa Editrice "Nemi", 1935.
- Kiril Todoroff, Roma, Ala, 1935.
- D'Annunzio nella luce di domani (con Lucio d'Ambra), Roma, Staderini Editore, 1938.
- L'arte e il fascismo, Istituto nazionale per le relazioni culturali con l'estero, 1940.
- Le voci d'oro, Roma, F.lli Palombi, 1942.
- I sovrani della scena, Roma, Editrice "Faro", 1942.
- Napoleone in famiglia, Serenissima, 1945.
- Vita ed arte di Riccardo Wagner 1813-1883, Roma, Palombi, 1947.
- Adelaide Ristori, in: Donne Celebri, monografie coordinate da Vittorio Giglio, Milano, Soc. Ed. Libraria, 1950.
- Il beato Giuseppe Sarto (Pio X), Pinci, 1951.
- Feste tradizionali, Società editrice libraria, 1951.
- Victor Hugo, l'uomo: il poeta, il drammaturgo, il romanziere, Editrice, ERS, 1957.
- Vite di musicisti, Roma, Fratelli Palombi, 1957.
- Giuseppe Garibaldi (1807-1882),  Roma, F.lli Palombi, 1960.
- Camillo Cavour (1810-1861), F.lli Palombi, 1961.
- Giuseppe Mazzini (1805-1872), Roma, F.lli Palombi, 1962.